# Пенелопа (Эсхил)
«Пенелопа» (др.-греч. Πηνελόπη) — трагедия древнегреческого драматурга Эсхила (первая половина V века до н. э.), часть тетралогии, посвящённой Одиссею. Её текст утрачен за исключением единственного отрывка (фрг. 187 Radt).
В пьесе рассказывается о возвращении Одиссея на Итаку, о его расправе с женихами и встрече с Пенелопой. От всего текста сохранилась только одна строка, слова Одиссея, обращённые к жене: «Критянин я, и род мой славен древностью». К тому же циклу принадлежали трагедии «Вызыватели душ» и «Собиратели костей» и сатировская драма «Кирка».